# Monumento al mariscal Zhúkov
El monumento al mariscal Zhúkov (en ruso: Пáмятник мáршалу Жýкову) es un monumento escultórico dedicado al comandante soviético Gueorgui Zhúkov situado en Moscú. Fue erigido el 8 de mayo de 1995 en la Plaza del Manège frente al Museo Estatal de Historia. Realizado por el escultor Viacheslav Klikov junto con el arquitecto Yuri Grigoriev en el espíritu del realismo socialista.

## Historia
Los primeros intentos de erigir un monumento al mariscal de la Unión Soviética Gueorgui Zhúkov en Moscú datan de finales de la década de 1980. El Ministerio de Cultura de la URSS anunció un concurso para seleccionar el mejor diseño del monumento al comandante. De entre todos los proyectos presentados se seleccionó el propuesto por el escultor Viktor Jachaturovich Dumanyan, quien previamente ya había realizado un monumento a Zhúkov en su tierra natal, en la pequeña localidad de Strelkovka, en el Óblast de Kaluga. Inicialmente, se planeó erigir el monumento en la plaza Smolenskaya, pero por sugerencia del Departamento de Arquitectura del Paisaje y Diseño Urbano de Moscú (GlavAPU), que proporciona experiencia y recomendaciones para la ubicación de monumentos en Moscú, se decidió erigir el monumento en la Plaza del Manège. En 1992, debido a las dificultades económicas derivadas del colapso de la Unión Soviética se detuvieron los trabajos.
El proyecto se reanudó a finales de 1993. A principios de 1994, en una reunión con veteranos de guerra en honor del 50.º aniversario del levantamiento del asedio de Leningrado (véase Ofensiva de Leningrado-Nóvgorod), el entonces presidente Boris Yeltsin anunció su decisión de erigir un monumento al mariscal Zhúkov en la Plaza Roja, en el mismo lugar donde está el monumento a Minin y Pozharski. Esta idea fue apoyada por el escultor Viacheslav Klikov, quien recibió la orden para la construcción del monumento, y por Margarita Zhúkova, la hija mayor del mariscal. Sin embargo, esto resultó ser difícil de implementar, ya que la Plaza Roja está incluida en la Lista del Patrimonio de la Humanidad de la UNESCO y cualquier modificación solo se puede realizar con el acuerdo de esta organización.
El 9 de mayo de 1994, el entonces presidente de Rusia, Boris Yeltsin, firmó un decreto «Sobre la construcción de un monumento a G.K. Zhúkov» y ordenó asignar 3,2 millones de dólares para la construcción de la escultura del presupuesto federal. El 8 de septiembre de 1994, el primer ministro ruso, Víktor Chernomyrdin, firmó un decreto sobre la construcción del monumento en el Parque de la Victoria, en la colina Poklónnaya. Finalmente, el 21 de enero de 1995 por un nuevo decreto del primer ministro, se tomó la decisión final de instalarlo en la Plaza del Manège frente al Museo Estatal de Historia.
La gran inauguración del monumento tuvo lugar el 8 de mayo de 1995, en vísperas del 50.º aniversario de la victoria en la Gran Guerra Patria.
En octubre de 2014, la Sociedad para la Memoria del comandante Zhúkov envió una propuesta a la Duma de la Ciudad de Moscú para transferir, por cuenta propia, el monumento al comandante a su museo en el óblast de Kaluga. Según los representantes de la sociedad, el monumento destacaba excesivamente del conjunto arquitectónico de la plaza Manezhnaya y dificultaba la celebración de procesiones y desfiles masivos. En el sitio del antiguo monumento, se suponía que se iba a instalar una nueva escultura de Zhúkov. A pesar del gran apoyo a esta iniciativa en el óblast de Kaluga, la comisión de arte monumental de la Duma de la Ciudad rechazó por unanimidad la propuesta.
Es tradición que en el Día de la Ciudad de Moscú se realice una ofrenda floral a los pies del monumento antes de dar inicio a las celebraciones y desfiles.

## Descripción

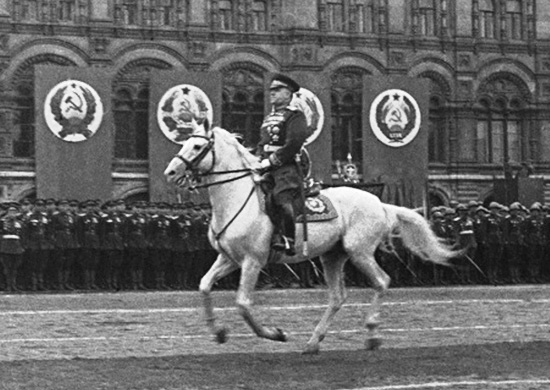
Mariscal Zhúkov durante el desfile de la victoria de 1945

La estatua ecuestre del mariscal Zhúkov está hecha al estilo del realismo socialista. Como señaló el propio escultor Viacheslav Klikov, comenzó a trabajar en una maqueta del monumento por iniciativa propia sin pedido previo. Al poner a Zhúkov a la par con los príncipes Alejandro Nevski y Dmitri Donskói, Klykov esperaba continuar con el tema de la santidad y el heroísmo rusos. Durante la creación de la figura del mariscal, el escultor recurrió a los relatos orales de sus contemporáneos y a sus propias impresiones infantiles, y no a evidencias documentales.
El monumento al mariscal Zhúkov es una estatua ecuestre de bronce de cuatro metros de altura erigida sobre un pedestal de granito de dos metros de altura (el peso total del monumento es de 100 toneladas). El mariscal Zhúkov está representado a lomos de un semental de raza Akhal-Teke llamado Kumir (ídolo), caballo que Zhúkov montaba durante el famoso Desfile de la Victoria del 24 de junio de 1945 en la Plaza Roja. El caballo del comandante está representado pisoteando los estandartes de la derrotada Alemania nazi con sus cascos. El mariscal se levanta sobre los estribos y saluda a sus compañeros de armas. En el pedestal del monumento se encuentra la imagen de San Jorge el Victorioso.

## Críticas
Inmediatamente después de la inauguración, el monumento se convirtió en objeto de críticas por parte de organizaciones públicas y escultores. Viacheslav Klikov admitió que la ubicación final del monumento fue mal elegida: la estatua se encuentra en el lado norte del edificio del museo y, a menudo, el enorme edificio del museo oscurece la estatua. El escultor Zurab Tsereteli enfatizó las deficiencias artísticas del monumento. Alexander Rukavishnikov, miembro de la Academia de las Artes de Rusia, también describió la estatua como el fracaso profesional de Kliykov. En general, las críticas sobre el monumento versan, principalmente, sobre las proporciones poco naturales de las figuras del mariscal y también de su caballo. El autor describió su trabajo de la siguiente manera:

Sé que esta escultura fue hecha de manera profesional, competente, tal como la concebí. Puedes estar de acuerdo con el monumento o en desacuerdo. Estoy absolutamente seguro de que hice todo correctamente y que la imagen, la composición que fue concebida, fue hecha por mí. Quería transmitir la imagen de un comandante que, como tirando de las riendas, llevó la victoria a los muros del antiguo Kremlin. Aquí, de hecho, esa era la idea.

## Galería de imágenes

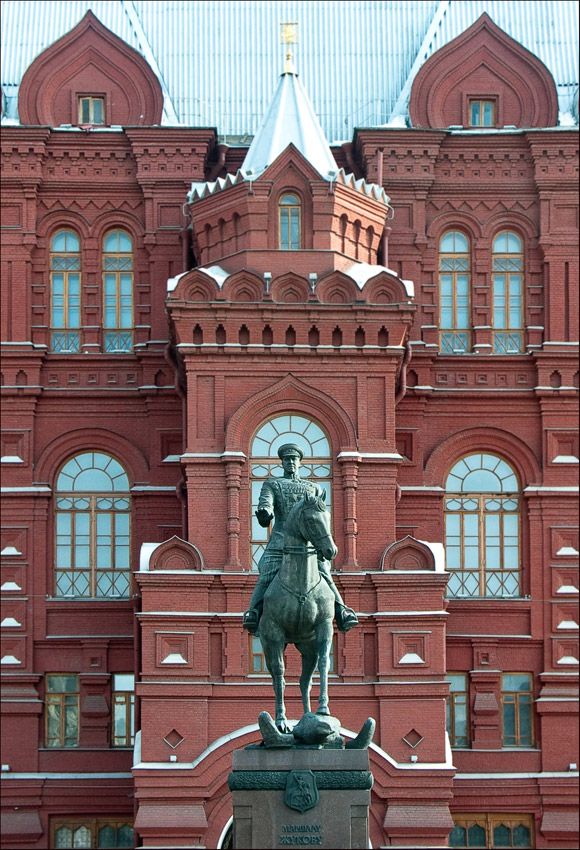
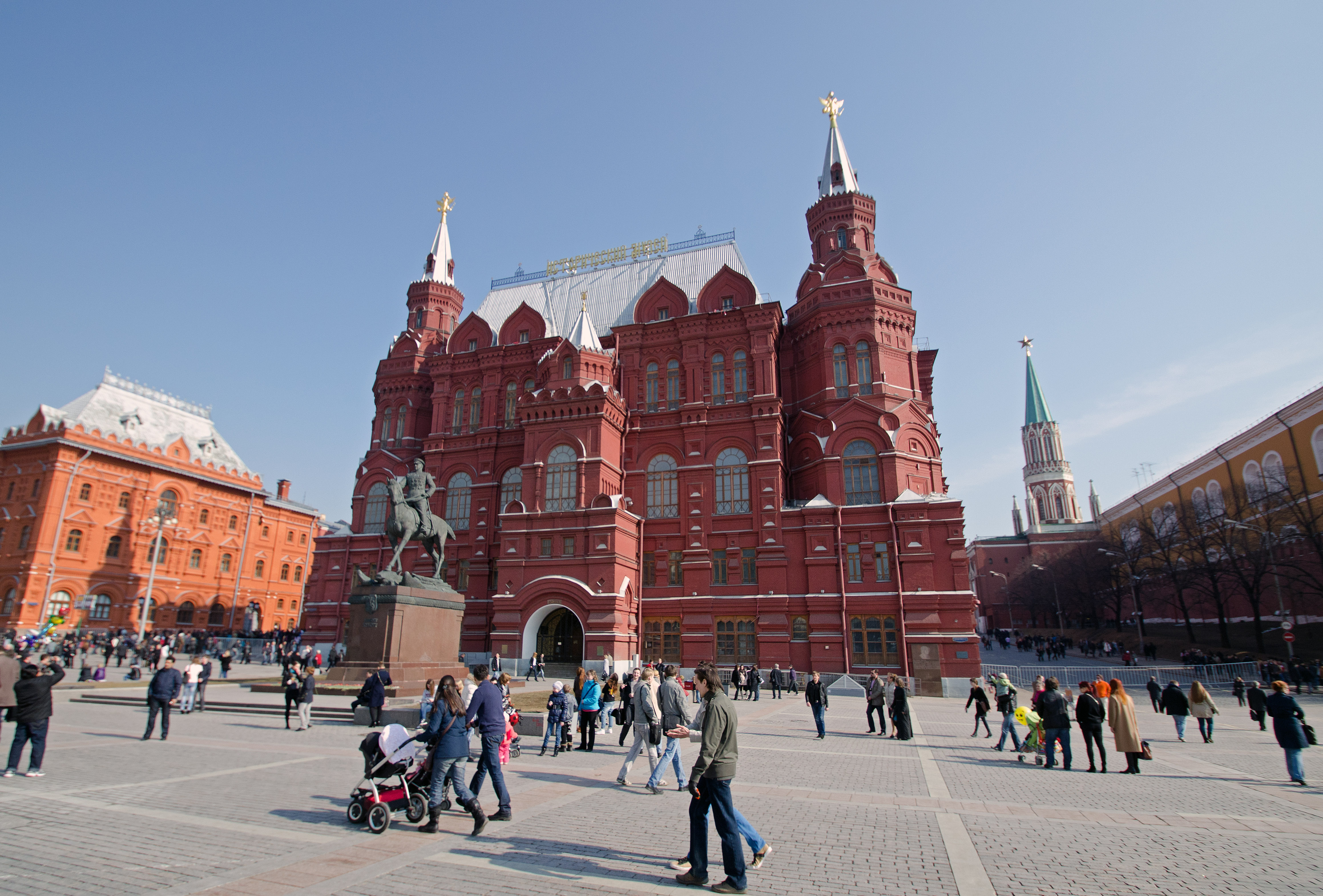
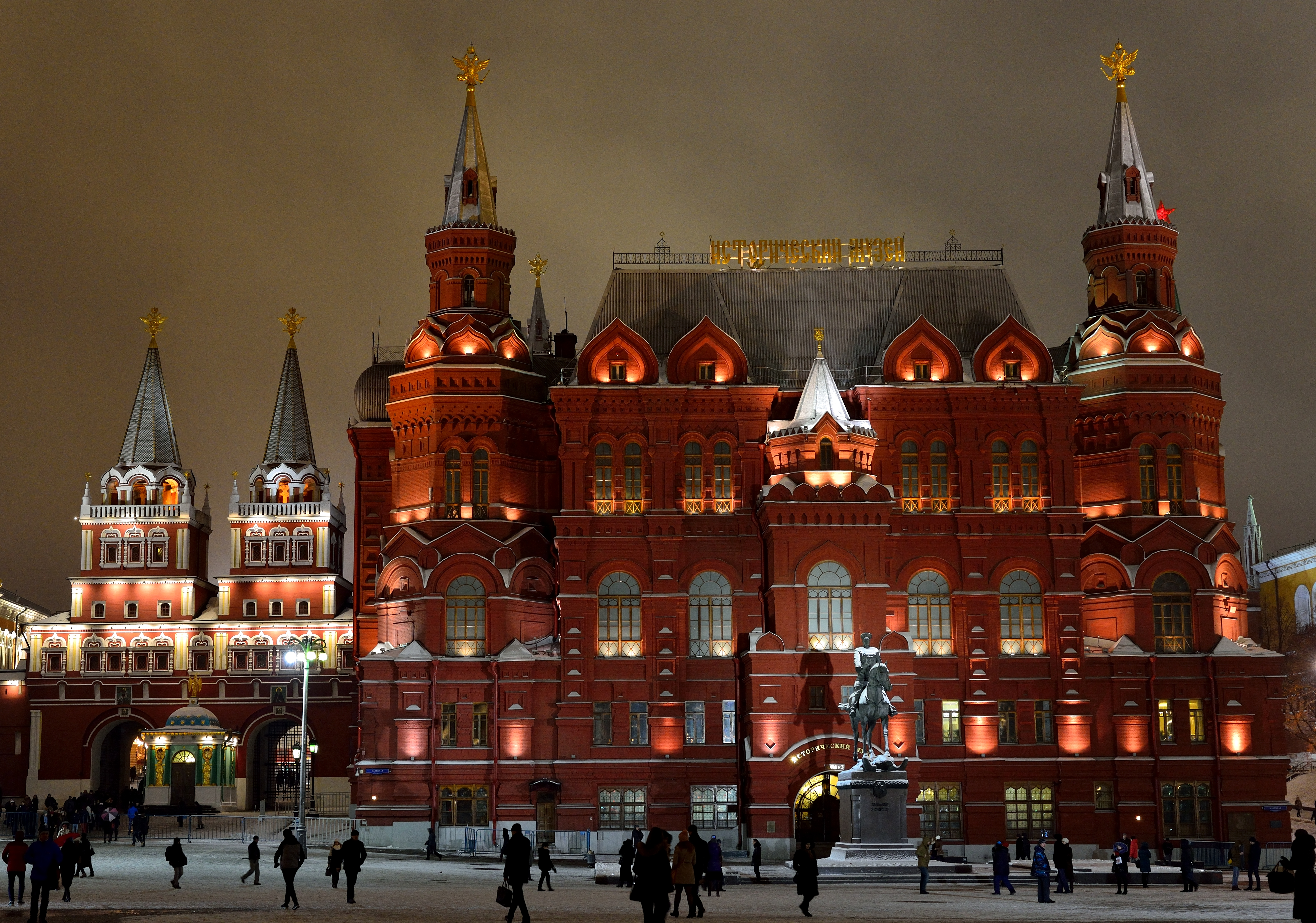
Vista nocturna del monumento
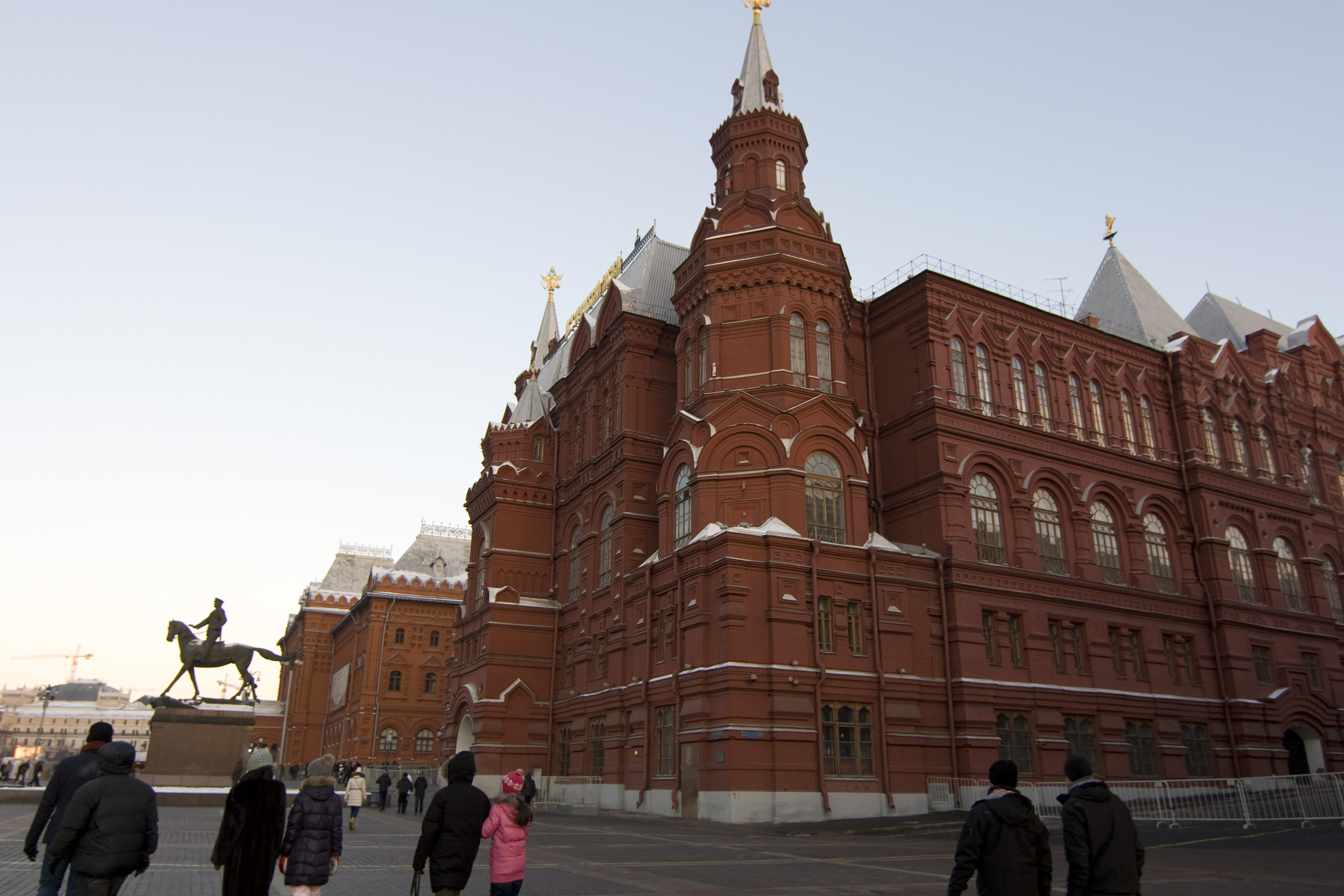
El monumento visto desde un lateral con el Museo Histórico Estatal de Moscú al fondo
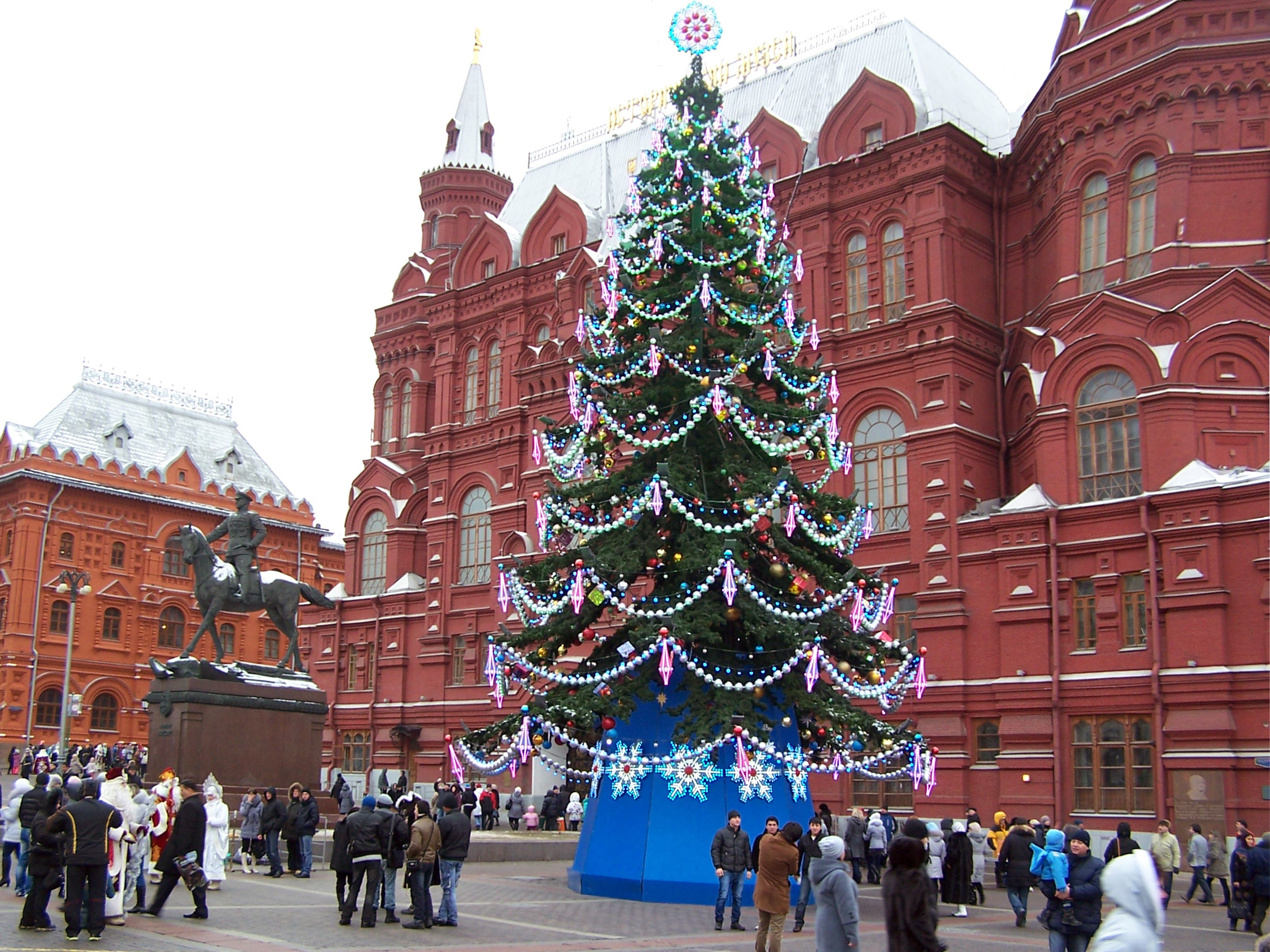
En Navidad